# فهد الحيان
فهد الحيان (22 مارس 1971 - 15 مايو 2023)، منتج وممثل كوميدي سعودي.

## حياته الشخصية والفنية
ولد فهد بن محمد بن ناصر الحيان في قرية نعام التابعة لمحافظة الحريق، وهو متزوج وله من الذرية ثلاث أبناء وهم: شهد، رغد، وحيان. كانت بدايات مسيرته في عام 1994 حين تقدم إلى جمعية الثقافة والفنون ونجح في الاختبار، وشارك في عدد من المسلسلات بأدوار ثانوية وشارك مع المخرج منذر النفوري، حتى طلب منه المشاركة في مسلسل طاش ما طاش وعرفه الجمهور من خلاله وقدم عدة أدوار مثل شخصية هزار وفي عام 2006 افتتح شركة إنتاج ومنها أنتج مسلسل غشمشم وقام بدور البطولة المطلقة، وقدم ست مواسم خمسة منه شاركته البطولة الفنانة هيا الشعيبي.

## اعتزاله الفن والعودة
في يوم 28 ديسمبر 2014 أعلن اعتزاله التمثيل، بعد مسيرة فنية استمرت لأكثر من 20 عامًا قدم خلالها عددًا من الأعمال الكوميدية، إذ أكد أن القرار جاء بسبب سوء الأوضاع الفنية في المملكة، ولكنه تراجع عن قرار الاعتزال لاحقًا، وقال في تصريحات تلفزيونية إن اعتزاله جاء في لحظة غضب؛ حيث كان حزينًا ومستاءً من طريقة معاملة الممثلين في تلك الفترة، مبينًا أنه فوجئ بانتشار خبر اعتزاله على كل وسائل الإعلام، وجاءته عدة مكالمات بعدها لإثنائه عن ذلك. وشارك بعد ذلك في بعض الأعمال الكوميدية ومن ضمنها مسلسل منا وفينا بمشاركة الفنانين عبد الله السدحان، ومحمد العيسى، وعبد المحسن النمر، وحسن عسيري.

## وفاته
وفقًا لرواية رغد ابنة فهد الحيان فقد بينت في تصريح لها أن والدها تعب أثناء وجوده في العمل، ولم يعد للمنزل وأخبر أحد العمال والدتها أن والدها في المستشفى وعندما وصلوا أخبرهم الأطباء أن يدعوا له حيث أن قلب فهد الحيان توقف مرتين، وفي صباح يوم الإثنين 25 شوال 1444 هـ الموافق 15 مايو 2023 أُعلن عن وفاته عن عمر ناهز 52 عامًا، نتيجة سكتة قلبية، وصُلِّي عليه بعد صلاة عصر يوم الثلاثاء 26 شوال 1444 هـ الموافق 16 مايو 2023 في جامع الأمير فهد بن محمد.

## أعماله

### من المسلسلات
| انتاج       | المسلسل        | الدور                                 | بمشاركة                                                    |
| ----------- | -------------- | ------------------------------------- | ---------------------------------------------------------- |
| 1994        | القبعة الثمينة |                                       |                                                            |
| 1994 - 2007 | طاش ما طاش     | شخصيات متعددة                         | عبد الله السدحان، ناصر القصبي، يوسف الجراح                 |
| 1995        | أمثال ولكن     |                                       | خالد سامي، عبد الرحمن الخريجي                              |
| 2000        | مذكرات أي واحد |                                       |                                                            |
| 2002        | شوية ملح       |                                       |                                                            |
| 2002        | خلك معي 7      |                                       |                                                            |
| 2004        | أبو العصافير   |                                       | خالد سامي                                                  |
| 2006 - 2011 | غشمشم          | رشيد بن حويرش، هزار، بدر الدجى، مصطفى | حبيب الحبيب                                                |
| 2010        | رحلة المليون   |                                       | عبد المحسن النمر                                           |
| 2011        | سوق الحراج     |                                       |                                                            |
| 2012        | طيش عيال       | هزار، مصطفى                           | ناصر القصبي، عبد الله السدحان                              |
| 2012 - 2013 | هشتقه          |                                       | خالد سامي، عبد المحسن النمر                                |
| 2015        | منا وفينا      |                                       | عبد الله السدحان، محمد العيسى، عبد المحسن النمر، حسن عسيري |

### البرامج
| إنتاج | البرنامج | المصدر |
| ----- | -------- | ------ |
| 2019  | الحصن    | [ 6 ]  |

## روابط خارجية
- فهد الحيان على موقع قاعدة بيانات الأفلام العربية
- فهد الحيان في قاعدة بيانات الأفلام العربية